# El Gavilán, San Luis Potosí
El Gavilán är en ort i Mexiko.   Den ligger i kommunen Tamazunchale och delstaten San Luis Potosí, i den sydöstra delen av landet, 210 km norr om huvudstaden Mexico City. El Gavilán ligger 827 meter över havet och antalet invånare är 205.
Terrängen runt El Gavilán är huvudsakligen lite bergig. El Gavilán ligger uppe på en höjd. Runt El Gavilán är det tätbefolkat, med 476 invånare per kvadratkilometer. Närmaste större samhälle är Tamazunchale, 9,8 km öster om El Gavilán. I omgivningarna runt El Gavilán växer i huvudsak städsegrön lövskog.